# Emma Mieko Candon
Emma Mieko Candon es una escritora estadounidense de ascendencia japonesa.

## Carrera
Emma comenzó a escribir de forma amateur en un blog de escritura creado de forma conjunta por varios de sus amigos, durante su tiempo en el instituto. Fue entonces donde descubrió su pasión por la escritura.
En 2021 publicó su primera novela, Star Wars: Ronin, una novela ambientada en el universo Star Wars, que sirve como continuación del episodio "El Duelo" de la serie web de antología animada Star Wars: Visions. Las primeras 25 páginas de la obra narran los sucesos vistos en el episodio, mientras que las 300 siguientes narran una historia original, creada desde cero por la propia Emma. La mayor parte de los personajes de la novela son LGBT, incluido Ronin, quien es el protagonista, algo inusual en el género de la ciencia ficción. Además, a través de esta obra Emma introdujo por primera vez a hombres trans en la franquicia, a través del personaje de Yuehiro.
El 11 de mayo de ese mismo año anunció el lanzamiento de su segunda novela, The Archive Undying, de ciencia ficción, que finalmente se publicó en 2023. Para escribir la novela, Emma se inspiró en su rechazo por las llamadas inteligencias artificiales del presente, renegando de la supuesta inteligencia de estas y preguntándose como se comportaría una inteligencia artificial capaz de desarrollar emocionalidad y comportarse como un verdadero ser humano. En base a estas ideas creó también al protagonista de la obra, Sunai, quien posee un cuerpo indestructible pero un fuerte trauma y se encuentra profundamente dañado a un nivel emocional. Sunai fue descrito de forma positiva por el editor de la obra como "un desastre queer".

## Obras
- Star Wars: Ronin: Una novela de Visions (2021)
- The Archive Undying (2023)